# Родольфо Волк
Родольфо Волк (італ. Rodolfo Volk, 14 січня 1906, Рієка — 2 жовтня 1983, Немі) — італійський футболіст, що грав на позиції нападника, зокрема за «Рому», а також другу збірну Італії. Хорват за етнічним походженням, протягом значної частини кар'єри був відомий за італізованим прізвищем Фолкі (італ. Folchi).

## Клубна кар'єра
Народився 14 січня 1906 року в хорватській родині в Рієці, що на той час входила до складу Австро-Угорщини.
У дорослому футболі дебютував 1925 року виступами за місцеву команду «Глорія». На той момент Вільна держава Фіуме було вже анексовано Королівством Італія, і команда представляла вже італійське Фіуме у другому італійському футбольному дивізіоні.
Згодом з 1926 по 1928 рік провів по одному сезону за «Фіорентину» та «Фіуману» у вищому італійському дивізіоні, після чого був запрошений до «Роми». За римську команду відіграв п'ять років, був основним гравцем атакувальної ланки і одним з її головних бомбардирів, маючи середню результативність на рівні 0,66 голу за гру першості. У сезоні 1930/31 із 29 забитими голами у 33 іграх став найкращим бомбардиром італійської футбольної першості.
1933 року перейшов до друголігової «Пізи», після чого провів ще один сезон на найвищому рівні, захищаючи кольори «Трієстини», а 1935 року повернувся до рідного міста, приєднавшись до третьолігової на той час «Фіумани», де за сім років і завершив ігрову кар'єру.
У повоєнний час повертався на футбольне поле, у 42-річному віці приєднався до нижчолігової команди «Монтеваркі», за яку протягом сезону 1948/49 провів 14 ігор.

## Виступи за збірну
З 1929 по 1930 рік захищав кольори другої збірної Італії, за яку провів 5 товариських матчів, забивши 5 голів.
| Дата      | Місто       | Господарі  | Результат | Гості   | Турнір           | Голи | Примітки |
| --------- | ----------- | ---------- | --------- | ------- | ---------------- | ---- | -------- |
| 17-4-1929 | Афіни       | Греція     | 1 – 4     | Італія  | товариський матч | 2    |          |
| 12-4-1931 | Люксембург  | Люксембург | 0 – 3     | Італія  | товариський матч | 1    |          |
| 19-4-1931 | Алессандрія | Італія     | 2 – 0     | Франція | товариський матч | 1    |          |
| 14-5-1931 | Будапешт    | Угорщина   | 0 – 1     | Італія  | товариський матч | -    |          |
| 17-5-1931 | Софія       | Болгарія   | 2 – 2     | Італія  | товариський матч | 1    |          |
| Усього    |             | Матчів     | 5         |         | Голів            | 5    |          |

### Статистика виступів у кубку Мітропи
| №                      | Розіграш               | Стадія                 | Дата та місце проведення | Команда 1              | Рахунок | Команда 2      | Голи та інші дії |
| ---------------------- | ---------------------- | ---------------------- | ------------------------ | ---------------------- | ------- | -------------- | ---------------- |
| 1                      | 1931                   | 1/4                    | 4.07.1936, Прага         | Славія (Прага)         | 1:1     | Рома           | 18'              |
| 2                      | 1931                   | 1/4                    | 12.07.1936, Рим          | Рома                   | 2:1     | Славія (Прага) | 47'              |
| 3                      | 1931                   | 1/2                    | 20.09.1931, Рим          | Рома (Рим)             | 2:3     | Ферст Вієнна   |                  |
| 4                      | 1931                   | 1/2                    | 24.09.1931, Відень       | Ферст Вієнна           | 3:1     | Рома (Рим)     | 60'              |
| Всього у кубку Мітропи | Всього у кубку Мітропи | Всього у кубку Мітропи | Всього у кубку Мітропи   | Всього у кубку Мітропи | 4       |                | 3                |

## Досягнення
- Найкращий бомбардир чемпіонату Італії: 1930/31 (29 голів)